# 北郊区
北郊区是中华人民共和国上海市歷史上存在的一個市轄區。所轄區域目前是宝山区的一部分。

## 歴史
1956年3月15日，吴淞区、江灣區、大場區3区合併成北郊区。区政府位於五角场政旦东路12号。北郊区下辖9个乡、3个镇、邯郸、五角场2个办事处。1958年8月，該區廢除，東南部併入上海市區，其他區域併入宝山縣。